# F420
F420 ist ein Cofaktor, eine chemische Verbindung, die im Zytoplasma methanogener Archaeen, mancher Bakterien und einzelliger Eukaryoten vorkommt. Es handelt sich biochemisch um Elektronentransporter, und chemisch um Deazaflavine, ähnlich dem Riboflavin. Sie unterscheiden sich in der Länge der Polyglutamat-Kette, die bei den Mycobakterien fünf bis sieben Glu-Reste enthält. Ein Mitglied der Stoffgruppe wurde erstmals 1972 isoliert. Die chemische Struktur wurde 1978 aufgeklärt. Der Cofaktor verdankt seinen Namen seiner starken Lichtabsorption bei einer Wellenlänge λmax = 420 nm.

## Optische Eigenschaften
Oxidiertes F420 absorbiert bei 420 nm, nach Absorption wird Licht bei 520 nm emittiert. Am isosbestischen Punkt bei 401 nm besitzt der Kofaktor einen Extinktionskoeffizient von 25,9 mM−1cm−1. Nach Reduktion (F420H2) verliert F420 sein Absorptionsmaximum bei 420 nm und dieses verschiebt sich auf 320 nm, jedoch mit einem geringeren Extinktionskoeffizient.

## Biologische Bedeutung
F420 besitzt zwar eine ähnliche Struktur wie Riboflavin bzw. FAD, chemisch gesehen ähnelt es aber eher den Nikotinamiden, wie z. B. NADP+. Das Redoxpotential von F420 liegt bei −340 mV und ähnelt demnach dem des es NAD(P)s (−320 mV). F420 überträgt ausschließlich ein Hydridion (zwei Elektronen und ein Proton) – wie auch NAD+ bzw. NADP+.
Die Grundstruktur, das 7,8-Didemethyl-8-hydroxy-5-deazariboflavin-5'-phosphat, kommt in Archaeen, aber auch in Gram-positiven Eubakterien wie Streptomyces oder Mycobacteria vor. Der Kofaktor wurde auch im Cyanobakterium Anacystis nidulans und in der (eukaryotischen) Grünalge Scenedesmus acutus entdeckt. Jedoch variiert die Grundstruktur in jenen Organismen.
F420 ist beteiligt an Prozessen der Methanogenese, der Sulfitreduktion, der Sauerstoffentgiftung und dem Elektronentransport in Archaea.
Es ist ein Kofaktor in der Antibiotikasynthese in Streptomyceten sowie für die Reduktion von Stickstoffdioxid und PA-824 in Mycobakterien, wo es durch die Glucose-6-phosphat-Dehydrogenase wieder zurückreduziert wird. PA-824 ist ein experimentelles Medikament zur Behandlung von Tuberkulose.

## F420-abhängige Enzyme
F420 wird häufig als Elektronenüberträger in der Methanogenese verwendet, er tritt aber auch bei anderen Prozessen hervor:

### Tetrahydromethanopterin-abhängiges Enzym
Während der Methanogenese – ausgehend von CO2 – spielen Tetrahydromethanopterin-abhängige Enzyme eine zentrale Rolle.
Die F420-abhängige N5,N10-Methylentetrahydromethanopterin-Dehydrogenase (EC 1.5.99.9) reduziert an Methanopterin gebundenes Methenyl zu Methylen. Dabei wird (reduziertes) F420H2 verbraucht (vgl. Gleichung 1).
{\displaystyle \mathrm {Methenyl{-}H_{4}MPT+F_{420}H_{2}\ \rightleftharpoons \ {\color {Red}Methylen}{-}H_{4}MPT+F_{420}\qquad (1)} }
Die F420-abhängige N5,N10-Methylentetrahydromethanopterin-Reduktase (EC 1.5.99.11) reduziert unter Verbrauch von F420H2 das an Methanopterin gebundene Methylen weiter zu Methyl (vgl. Gleichung 2):
{\displaystyle \mathrm {{\color {Red}Methylen}{-}H_{4}MPT+F_{420}H_{2}\ \rightleftharpoons \ {\color {Blue}Methyl}{-}H_{4}MPT+F_{420}\qquad (2)} }

### F420-reduzierende Hydrogenase
Für die Regenerierung von oxdierten F420 wird ein Enzym benötigt, was man als F420-reduzierende Hydrogenase (EC 1.12.98.1) bezeichnet. Das Enzym ist entweder häufig membrangebunden oder vereinzelt auch im Cytoplasma lokalisiert.

### NADP/F420-Oxidoreduktase
Die Übertragung von 2 Reduktionsäquivalenten von F420H2 auf NADP+ wird durch eine Transhydrogenase katalysiert, einer NADP/F420 Oxidoreduktase. NADPH selbst wird in methanogenen Bakterien für die Synthese gewisser zellulärer Metaboliten benötigt, daneben aber auch bei NADPH-abhängigen Alkoholdehydrogenasen.

### Formiatdehydrogenease
Manche methanogene Organismen können Reduktionsäquivalente durch Oxidation von Ameisensäure gewinnen. Da die Oxidation mit der Reduktion von F420 einhergeht, wird so F420 wieder regeneriert. Dieses Enzym wurde bei Methanobacterium formicicum bereits gereinigt und in E. coli exprimiert.

### Alkoholdehydrogenase
Isopropanol bzw. Ethanol werden von verschiedenen methanogenen Organismen als alternative Elektronenquelle für die Reduktion von CO2 verwendet. So wird in methanogenen Archaeen Isopropanol von einer F420-abhängigen sekundären Alkoholdehydrogenase unter Verbrauch reduzierten F420 zu Aceton oxidiert.

## Pharmakologische Bedeutung
Bei einem in-silico-Screening nach F420-abhängigen Enzymen wurden in M. tuberculosis eine überraschend hohe Zahl von Kandidaten entdeckt. Wenngleich diese Enzyme biochemisch noch nicht charakterisiert sind, könnten sie ein pharmakologisches Target darstellen, da in der Darmflora fast keine Bakterien mit solchen Enzymen vorhanden sind, und Antibiotika gegen M. tuberculosis auf der Grundlage der Hemmung von F420-abhängigen Enzymen daher kaum Nebenwirkungen auf die Darmflora hätten.